# Biomphalaria tchadiensis
Biomphalaria tchadiensis é uma espécie de gastrópode  da família Planorbidae.
É endémica do Chade.